# Односи Србије и Покрета несврстаних
Односи Србије и Покрета несврстаних су односи Републике Србије и Покрета Несврстаних Земаља.
СФРЈ је од самог оснивања имала водећу улогу у Покрету. Услед распада СФРЈ, чланство СРЈ у ПНЗ је суспендовано 1992. године. Регулисањем чланства СРЈ у УН, на састанку Координационог бироа ПНЗ, 2001. године прихваћен је захтев за добијање статуса посматрача у Покрету, што је верификовано на министарском састанку, у Њујорку новембра 2001. године.
Р. Србија у складу са својим спољно-политичким приоритетима, нема намеру да мења статус у Покрету, али настоји да, у остваривању својих виталних државних и националних интереса, прагматично обезбеди своје присуство и сарадњу у оквиру ПНЗ.
За наступ Србије према ПНЗ од значаја је и чињеница да су неке веома важне МО - колективни чланови ПНЗ (ОИС, АУ и сл.). Статус посматрача такође омогућава Р.Србији праћење глобалних политичких и економских питања из угла ове групе земаља.
У Београду је 5. и 6. септембра 2011.г. одржан комеморативни министарски састанак Покрета несврстаних поводом 50. годишњице одржавања оснивачког састанка Покрета на врху у Београду.